# Kopytka
Les kopytka ou kapytki (littéralement « petit sabots ») sont une sorte de quenelles de pomme de terre. Ils sont très semblables aux gnocchis bien qu'ils soient généralement servis cuits au four avec du fromage, du bacon frit ou des oignons. C'est un mets typique des cuisines biélorusse, lituanienne et polonaise.

## Étymologie
Kopytka (de kopyto, sabot, substantif neutre singulier) est un terme polonais signifiant de « petits sabots », tels ceux des animaux à petits sabots comme la chèvre. Kapytki est le terme équivalent en biélorusse. Dans les deux cas, on fait référence à la structure de ces quenelles dont la forme évoque celle des sabots.

## Composition

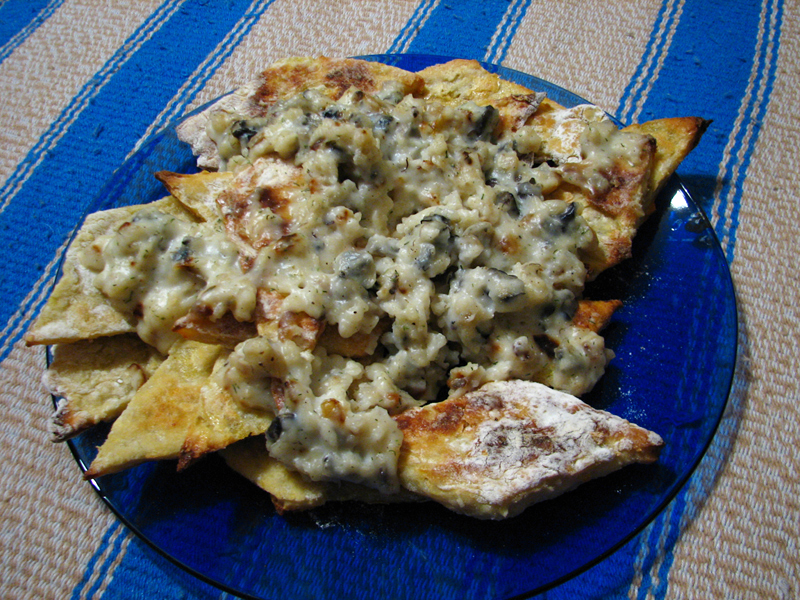
Kapytkis servis avec une sauce aux champignons.

Les ingrédients caractéristiques en sont les pommes de terre râpées et la farine, mais on peut aussi ajouter des œufs, du sel et d'autres assaisonnements. La version polonaise est habituellement cuite dans de l'eau salée, tandis que dans les cuisines biélorusse et lituanienne les kapytki sont d'abord cuits au four, puis mijotés ou bouillis à l'eau.